# Masoga panagralis
Masoga panagralis là một loài bướm đêm trong họ Noctuidae.